# Ružinov
Ružinov (in ungherese Főrév, in tedesco Rosenheim) è un quartiere, con autonomia a livello di comune, della città di Bratislava, capitale della Slovacchia, facente parte del distretto di Bratislava II.
Del territorio comunale fa parte anche il quartiere di Nivy, dove sorge l’omonima stazioni delle autocorriere.